# دانشکده معماری دانشگاه تهران
دانشکده معماری دانشگاه تهران یکی از ۴ دانشکده پردیس هنرهای زیبای دانشگاه تهران است.

## تاریخچه
معماری مدرن در ایران، توسط باستان‌شناسان فرانسوی و دانش‌آموختگان معماری مدرسه عالی ملی هنرهای زیبای فرانسه بنیانگذاری گردید. در ساختار قبلی رشته معماری به صورت کارشناسی‌ارشد پیوسته اجرا می‌گردید و هدف آموزش تربیت کارشناسانی خبره با کارآیی‌های عمومی حرفه‌ای بود. تقویت تخیل، تجسم فضایی و مهارت‌های بیانی و تقویت قدرت خلاقیت و اعتماد به نفس محورهای اصلی آموزش نوین معماری را تشکیل می‌دهند. دانشکده معماری پردیس هنرهای زیبا با بیش از ۷۰ سال سابقه آموزشی اولین دانشکده معماری در ایران است و در حال حاضر دارای بزرگترین کادر هیئت علمی در پردیس هنرهای زیبای دانشگاه تهران را دارا می‌باشد.

## ساختار
- عضو هیئت علمی تمام وقت: ۴۰ نفر

سازمان اداری دانشکده معماری به شرح زیر است.
1. رئیس دانشکده
2. معاونت آموزشی
3. معاونت پژوهشی و تحصیلات تکمیلی

## دانشجویان
- کارشناسی: ۳۹۲ نفر
- کارشناسی‌ارشد: ۲۷۱ نفر
- دکتری: ۳۳ نفر

## رشته‌ها و مقاطع
تا سال ۱۳۷۷ پذیرش دانشجو به صورت کارشناسی ارشد پیوسته بود. از سال ۱۳۷۸ و در قالب برنامه متمرکز کشوری، دوره کارشناسی‌ارشد پیوسته به دوره کارشناسی تغییر پیدا کرد. برنامه دوره دکتری معماری در ایران نیز برای اولین بار در سال ۱۳۶۹ توسط دانشکده معماری تهیه و به تصویب شورای عالی برنامه‌ریزی وزارت علوم رسید. از سال ۱۳۷۱ نیز پذیرش اولین دوره دکتری آغاز گردید.
باتوجه به نیازهای جامعه به تخصص‌های روز، دانشگاه معماری از سال ۱۳۷۹ اقدام به تأسیس رشته‌های تخصصی معماری در مقطع کارشناسی‌ارشد ناپیوسته نمود. 
گرایش‌هایی که هم‌اکنون در دوره‌ ارشد در این دانشکده وجود دارند به این شرح هستند: 
- معماری
_معماری بیرونی 
- معماری منظر
- انرژی
- مدیریت پروژه و ساخت
- مطالعات معماری ایران 
- معماری داخلی
- تکنولوژی
- مرمت ابنیه
- مرمت میراث شهری